# An Adventure in Space and Time
An Adventure in Space and Time (Une Aventure dans l'Espace et le Temps) est un téléfilm de la BBC racontant la création de la série Doctor Who jusqu'au départ de son premier interprète, William Hartnell. L'épisode est écrit par le comédien-scénariste Mark Gatiss et a été diffusé pour la première fois à l'occasion du 50e anniversaire de la série sur BBC Two.

## Résumé
Angleterre, 1963, Sydney Newman décide de mettre en place une « petite série télé pour enfant » le samedi après-midi. Il confie la production à une productrice débutante, Verity Lambert. Celle-ci engage pour le rôle-titre William Hartnell, un comédien grincheux qui se prendra vite au jeu.

## Distribution
On retrouve de nombreux acteurs ayant déjà joué dans la dernière saison de Doctor Who (David Bradley et Jessica Raine) ainsi que d'anciens acteurs de la série classique dans des rôles de figuration.

### Acteurs de la série
- David Bradley : William Hartnell, qui interprétait le rôle du premier Docteur
- Jamie Glover : William Russell, qui interprétait le rôle de Ian Chesterton
- Jemma Powell : Jacqueline Hill, qui jouait le rôle de Barbara Wright
- Claudia Grant : Carole Ann Ford, qui interprétait le rôle de Susan Foreman
- Anna-Lisa Drew : Maureen O'Brien[1], qui interprétait le rôle de Vicki
- Reece Shearsmith : Patrick Troughton, qui jouait le rôle du deuxième Docteur.
- Sophie Holt : Jackie Lane[2], qui jouait le rôle de Dodo Chaplet
- Nicholas Briggs : Peter Hawkins, la voix originale des Daleks et des Cybermen

### Personnel de laBBC
- Brian Cox : Sydney Newman, co-créateur de la série
- Jessica Raine : Verity Lambert, productrice originale de la série
- Sacha Dhawan : Waris Hussein, réalisateur du premier épisode de la série
- Sarah Winter : Delia Derbyshire, arrangeuse du thème de la série
- Jeff Rawle : Mervyn Pinfield[3], producteur associé
- Andrew Woodall : Rex Tucker[3], réalisateur
- Ian Hallard : Richard Martin[3], réalisateur
- David Annen : Peter Brachacki[4], premier designer de la série
- Sam Hoare : Douglas Camfield[5], réalisateur
- Mark Eden : Donald Baverstock[5], Chef de BBC One

### Autres rôles
- Lesley Manville : Heather Hartnell[6], la femme de William Hartnell
- Cara Jenkins : Judith "Jessica" Carney[5], la petite fille de William Hartnell
- William Russell : Harry
- Carole Ann Ford : Joyce
- Reece Pockney : Alan[3]
- Charlie Kemp : Arthur[5]
- Roger May : Len[5]
- Kit Connor : Charlie[réf. nécessaire]
- Matt Smith : lui-même (non crédité version 2013)
- Ncuti Gatwa : lui-même (non crédité version 2023)
- Jean Marsh : Invitée à la fête (non crédité)
- Anneke Wills : Invitée à la fête (non crédité)

## Production

### Développement initial
Mark Gatiss avait eu l'idée de créer un téléfilm autour de la création de Doctor Who à l'origine pour les 40 ans de la série, et avait proposé le projet à la chaîne BBC Four. Toutefois le projet fut rejeté par la BBC, et on fit dire à Gatiss qu'il n'y avait pas de budget pour un tel projet à la BBC. Dix ans avant l'idée de Mark Gatiss, le réalisateur Kevin Davies avait proposé, en 1993, un projet similaire, The Legend Begins ("La légende commence") à la BBC. The Legend Begins devait être un docu-fiction qui mélangeait des interviews des responsables de la création de Doctor Who avec des passages rejouant les débuts de la série. Les passages rejoués furent abandonnés au profit d'un documentaire standard, qui fut diffusé en novembre 1993 sur BBC One sous le nom Doctor Who: Thirty Years in the TARDIS. Dans une interview de 2003, Mark Gatiss avoua qu'il n'avait jamais été au courant des plans originaux de Davies lorsqu'il proposa cette idée à la BBC.

### Tournage
Ce téléfilm unitaire fut produit par Matt Strevens et réalisé par Terry McDonough. La production débuta en février 2013 dans les studios de Wimbledon à Londres avec quelques prises de vues effectuées au Centre Télévisuel de la BBC.
Le 17 février 2013, quelques plans de Daleks furent filmés tôt le matin sur le Westminster Bridge afin de recréer une scène de tournage de l'épisode de 1964 The Dalek Invasion of Earth. Les scènes d'intérieur reproduisent le tournage des premiers épisodes de Doctor Who avec des caméras et un équipement de 1963.
Afin de simplifier la narration, la totalité des gens ayant travaillé sur la création de Doctor Who n'est pas représenté. Par exemple, le premier story editor David Whitaker qui a planifié la série au côté de Verity Lambert n'est pas représenté et son rôle dans le téléfilm est plus ou moins joué par le producteur associé Mervyn Pinfield.
Une partie de la production a consisté à recréer les décors d'épisodes de la série classique, dont des épisodes aujourd'hui disparus comme Marco Polo. Mark Gatiss envisageait de montrer bien plus de scènes iconiques, comme la mort de Sara Kingdom dans la dernière partie de The Daleks' Master Plan où celle-ci vieillit à toute vitesse, en utilisant l'actrice originale, Jean Marsh pour jouer le personnage vieilli. De plus, l'idée originale devait inclure les photos promotionnelles de l'épisode  The Three Doctors avec Mark Gatiss dans le rôle de Jon Pertwee (le troisième Docteur). Ces scènes furent abandonnées faute de budget.

## Distinctions

### Nominations
- British Academy Television Awards 2014 : meilleur téléfilm dramatique
- International Emmy Awards 2014 : meilleure mini-série ou meilleur téléfilm